# Salsa Amatriciana
Sugo all'amatriciana o alla matriciana (en dialecte romànic ), també coneguda com salsa all'amatriciana, és una salsa de pasta tradicional italiana a base de guanciale (galta de porc curada), formatge, tomàquet i, en algunes variacions, ceba. Originària de la ciutat d'Amatrice (a la província muntanyosa de Rieti de la regió del Laci), l'amatriciana és una de les salses de pasta més conegudes de la cuina romana i italiana actual.

## Desenvolupament
L'amatriciana prové d'una recepta anomenada " pasta alla gricia ". L'origen de la paraula gricia no és clar. A la Roma papal, els grici eren venedors d'aliments comestibles comuns, que van rebre aquest nom perquè molts d'ells procedien de la Valtellina, en aquella època possessió del cantó suís de Grigioni. Segons una altra hipòtesi, el nom prové del llogaret de Grisciano, a la comuna d'Accumoli, prop d'Amatrice. La salsa es preparava amb guanciale (galta de porc curada) i pecorino romano ratllat. En algun moment es va afegir una mica d'oli d'oliva a la recepta. A la dècada de 1960, la salsa amatriciana encara es preparava d'aquesta manera a la mateixa Amatrice.

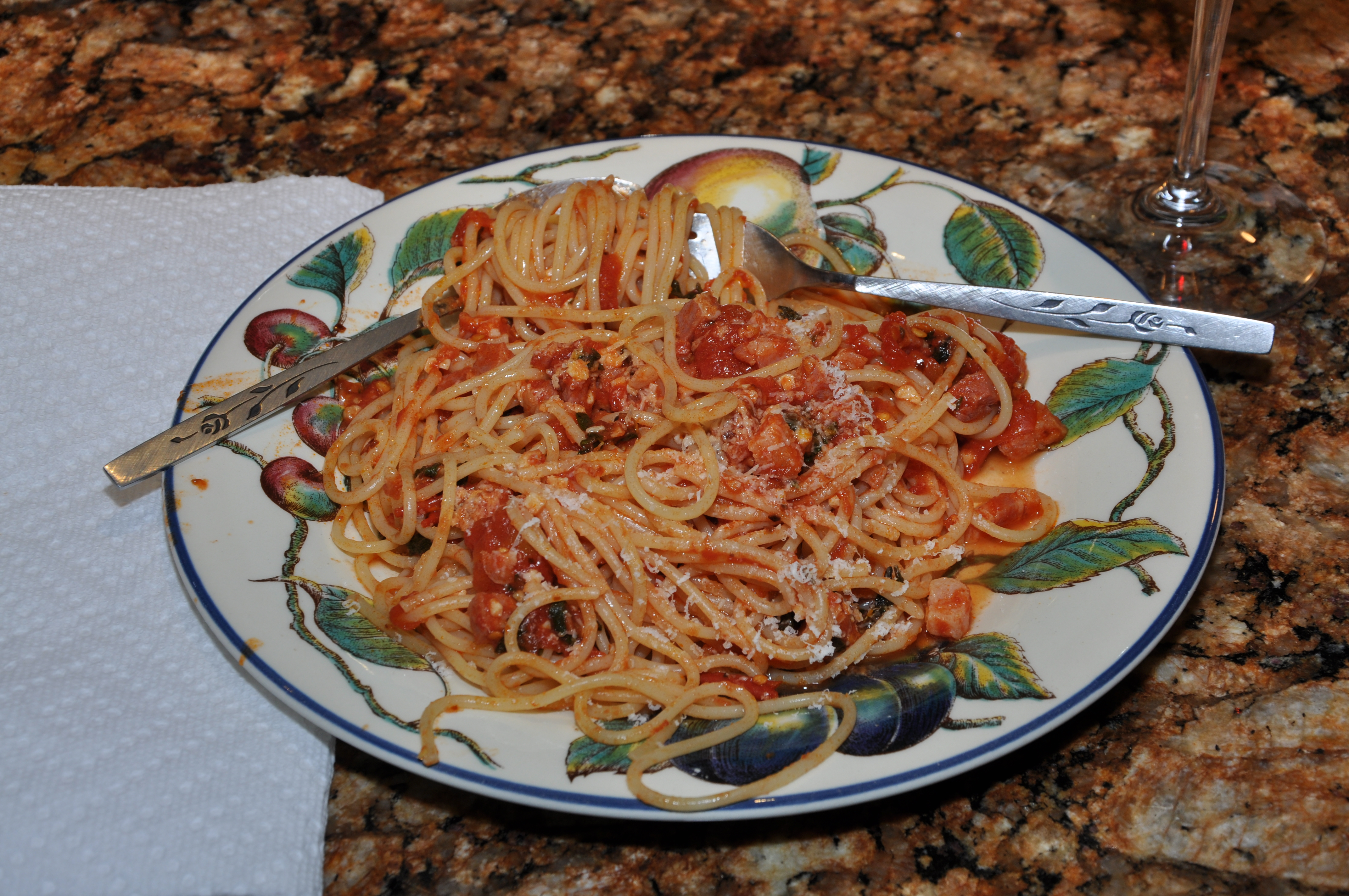
Espaguetis amb salsa amatriciana

La recepta amatriciana es va fer cada cop més famosa a Roma durant els segles XIX i principis del XX, a causa de la connexió centenària entre Roma i Amatrice. La recepta va tenir una bona acollida i es va convertir ràpidament en un clàssic de la cuina romana, tot i que es va originar en un altre lloc. El nom del plat en dialecte romànic es va convertir finalment en matriciana a causa de l'afèresis típica d'aquest dialecte.
Tot i que la gricia sense tomàquet encara es prepara al centre d'Itàlia, és l'amatriciana enriquida amb tomàquet la que és més coneguda a tota Itàlia i a altres llocs. Mentre que a Amatrice el plat es prepara amb espaguetis, ara els bucatini s'utilitzen més habitualment a Roma. També s'utilitzen altres tipus de pasta seca (sobretot rigatoni ).

## Variants
La recepta es coneix en diverses variants en funció de la disponibilitat dels ingredients. A Amatrice, l'ús de guanciale i tomàquet és típic. Per fregir, l'oli d'oliva és el que més s'utilitza però també s'utilitza llard. Per al formatge es pot utilitzar el pecorino romano o el pecorino d'Amatrice.